# Antonio Petrocelli
Antonio Petrocelli (Montalbano Jonico, 18 settembre 1953) è un attore, cabarettista e scrittore italiano.

## Biografia
Figlio di contadini, dalla natìa Basilicata si è trasferito in Toscana all'età di quattordici anni, dove ha frequentato il liceo classico Galileo di Firenze. Laureato in lettere, ha debuttato come attore teatrale negli anni settanta e ha collaborato, per un breve periodo, con il gruppo cabaret dei Giancattivi. Sul finire del decennio, ha iniziato a recitare per il cinema in ruoli comici e drammatici, collaborando, prevalentemente, ai film di Francesco Nuti, Nanni Moretti, Daniele Luchetti e Carlo Mazzacurati. Esordisce ne L'appuntamento nel ruolo non accreditato del figlio di Adelmo, interpretato da Renzo Montagnani. In seguito è diventato noto come l'avvocato buono in Caruso Pascoski (di padre polacco), Goffredo in Uomo d'acqua dolce, il professor Cirrotta in La scuola e Giampiero ne Il signor Quindicipalle. Tra le altre apparizioni cinematografiche vi sono Palombella rossa, Donne con le gonne, Il portaborse, Metronotte, Il caimano, Bentornato Presidente e Scordato. In televisione è maggiormente conosciuto per aver interpretato Pierpaolo ne Il mammo e monsignor Cavallo in The New Pope, assieme ad altre serie televisive tra cui Don Matteo, Benedetti dal Signore, I Cesaroni, Imma Tataranni - Sostituto procuratore e Per Elisa - Il caso Claps. É regista e autore del cortometraggio Il corpo del Che presentato alla Mostra del cinema di Venezia nel 1996, nonché autore di romanzi e raccolte di poesie.

## Vita personale
Dal 1988 vive a San Casciano in Val di Pesa, nel Fiorentino, con la moglie Marisa Caiani, insegnante. Sua figlia Camilla è anche attrice.

## Filmografia

### Cinema

Francesco Nuti e Petrocelli in Caruso Pascoski (di padre polacco) (1988)

Petrocelli in La scuola (1995)

Petrocelli in Uomo d'acqua dolce (1997)

- L'appuntamento, regia di Giuliano Biagetti (1977)
- Maschio, femmina, fiore, frutto, regia di Ruggero Miti (1979)
- I carabbinieri, regia di Francesco Massaro (1981)
- Io, Chiara e lo Scuro, regia di Maurizio Ponzi (1982)
- Gli occhi, la bocca, regia di Marco Bellocchio (1982)
- Segreti segreti, regia di Giuseppe Bertolucci (1984)
- Il tenente dei carabinieri, regia di Maurizio Ponzi (1986)
- Strana la vita, regia di Giuseppe Bertolucci (1987)
- Notte italiana, regia di Carlo Mazzacurati (1987)
- Domani accadrà, regia di Daniele Luchetti (1988)
- Caruso Pascoski (di padre polacco), regia di Francesco Nuti (1988)
- Willy Signori e vengo da lontano, regia di Francesco Nuti (1989)
- Palombella rossa, regia di Nanni Moretti (1989)
- Il prete bello, regia di Carlo Mazzacurati (1989)
- Il portaborse, regia di Daniele Luchetti (1991)
- Donne con le gonne, regia di Francesco Nuti (1991)
- Un'altra vita, regia di Carlo Mazzacurati (1992)
- Sud, regia di Gabriele Salvatores (1993)
- Dove siete? Io sono qui, regia di Liliana Cavani (1993)
- Caro diario, regia di Nanni Moretti (1993)
- Pasolini, un delitto italiano, regia di Marco Tullio Giordana (1995)
- La seconda volta, regia di Mimmo Calopresti (1995)
- La scuola, regia di Daniele Luchetti (1995)
- Vesna va veloce, regia di Carlo Mazzacurati (1996)
- Il barbiere di Rio, regia di Giovanni Veronesi (1996)
- Santo Stefano, regia di Angelo Pasquini (1997)
- Uomo d'acqua dolce, regia di Antonio Albanese (1997)
- Testimone a rischio, regia di Pasquale Pozzessere (1997)
- Il signor Quindicipalle, regia di Francesco Nuti (1998)
- Ormai è fatta!, regia di Enzo Monteleone (1999)
- Il partigiano Johnny, regia di Guido Chiesa (2000)
- Lupo mannaro, regia di Antonio Tibaldi (2000)
- Metronotte, regia di Francesco Calogero (2000)
- La stanza del figlio, regia di Nanni Moretti (2001)
- Caruso, zero in condotta, regia di Francesco Nuti (2001)
- Azzurro, regia di Denis Rabaglia (2001)
- Ribelli per caso, regia di Francesco Calogero (2001)
- El Alamein - La linea del fuoco, regia di Enzo Monteleone (2002)
- Cattive inclinazioni, regia di Pierfrancesco Campanella (2003)
- Lavorare con lentezza, regia di Guido Chiesa (2004)
- Il caimano, regia di Nanni Moretti (2006)
- Uscio e bottega , regia di Marco Daffra (2014)
- Un paese quasi perfetto, regia di Massimo Gaudioso (2016)
- Lasciati andare, regia di Francesco Amato (2017)
- Quando sarò bambino, regia di Edoardo Palma (2018)
- Bentornato Presidente, regia di Giancarlo Fontana e Giuseppe G. Stasi (2019)
- La notte più lunga dell'anno, regia di Simone Aleandri (2022)
- Scordato, regia di Rocco Papaleo (2023)

### Televisione
- Il prete di Caltagirone – film TV, regia di Giovanni Fago (1980)
- Don Luigi Sturzo  – miniserie TV, regia di Giovanni Fago (1981)
- Colomba – miniserie TV, regia di Giacomo Battiato (1982)
- Effetti personali – film TV, regia di Giuseppe Bertolucci e Loris Mazzetti (1983)
- Il giudice istruttore – serie TV, episodio Il caso Corderi (1990)
- Felipe ha gli occhi azzurri – miniserie TV, regia di Gianfranco Albano e Felice Farina (1991)
- Michele alla guerra – film TV, regia di Franco Rossi (1994)
- Don Matteo – serie TV; episodio 2x15 (2001)
- Cuore, regia di Maurizio Zaccaro – miniserie TV (2001)
- Valeria medico legale – serie TV (2002)
- Augusto - Il primo imperatore regia di Roger Young – miniserie TV (2003)
- Benedetti dal Signore – serie TV (2004)
- Il mammo, regia di Maurizio Simonetti e Claudio Risi – sitcom (2004-2007)
- Distretto di Polizia – serie TV, episodio 5x07 (2005)
- La provinciale, regia di Pasquale Pozzessere – miniserie TV (2006)
- I Cesaroni – serie TV (2006-2012)
- Colpi di sole, regia di Mariano Lamberti – sitcom (2007)
- Un medico in famiglia 9 – serie TV (2014)
- 1993, regia di Giuseppe Gagliardi – miniserie TV, episodio 2x01-2x05 (2017)
- The New Pope – serie TV,  regia di Paolo Sorrentino (2020)
- Imma Tataranni - Sostituto procuratore, regia di Kiko Rosati e Francesco Amato – serie TV, episodio 3x02-4x04 (2023-2025)
- Per Elisa - Il caso Claps, regia di Marco Pontecorvo – miniserie TV, episodi 1-2-3 (2023)

### Cortometraggi
- Il corpo del Che, regia di Antonio Petrocelli (1996)

## Programmi televisivi
- Proffimamente non stop (Rai 1, 1987)
- Iacchetti Night Show (TSI, 2003)

## Opere letterarie

### Romanzi
- Volantini (2001)
- Il caratterista basilisco del Cinema Scaturchio (2010)
- La patria guarda altrove (2023)

### Poesie
- Garofani (2016)
- Peraspina Perapoma (2019)

## Riconoscimenti
- Ciak d'oro
  - 1997 – Candidatura al migliore attore non protagonista per Uomo d'acqua dolce
  - 1999 – Candidatura al migliore attore non protagonista per Il signor Quindicipalle